# Janne Ahonen
Janne Petteri Ahonen (Lahti, 11 maggio 1977) è un ex saltatore con gli sci finlandese, vincitore tra l'altro di cinque titoli mondiali, due Coppe del Mondo e cinque Tornei dei quattro trampolini. Ha detenuto il primato di vittorie in una sola stagione di Coppa del Mondo (dodici nella stagione 2004-2005) fino alla stagione 2008-2009, quando è stato battuto dall'austriaco Gregor Schlierenzauer (tredici vittorie).

## Biografia

### Carriera sciistica

#### Stagioni 1992-1996
Janne Ahonen iniziò a praticare salto con gli sci a sette anni. Il salto è uno degli sport più popolari in Finlandia, e in particolare Lahti, la città natale di Ahonen, è famosa per il suo trampolino Salpausselkä, che ospita ogni anno competizioni internazionali.
Ahonen esordì in Coppe del Mondo quindicenne, il 13 dicembre 1992 a Ruhpolding (56°), e dopo appena un anno ottenne la sua prima vittoria, nonché primo podio: il 19 dicembre 1993 a Engelberg. Nel frattempo aveva già vinto sia il titolo individuale dal trampolino corto sia la gara a squadre ai Mondiali juniores del 1993, riconfermandoli entrambi nell'edizione dell'anno dopo. Lillehammer 1994 fu la sua prima partecipazione ai Giochi olimpici invernali; fu 37° nel trampolino normale, 25° nel trampolino lungo e 5° nella gara a squadre.
Nel 1995 Ahonen partecipò per la prima volta ai Mondiali di sci nordico e fu uno dei componenti del quartetto finlandese che a Thunder Bay 1995 vinse l'oro nella gara a squadre; nel 1996 vinse l'argento ai Mondiali di volo di Tauplitz.

#### Stagioni 1997-2003
Non ancora ventenne, ai Mondiali di Trondheim 1997 divenne campione del mondo dal trampolino corto e nella stessa edizione vinse anche la gara a squadre. Ai XVIII Giochi olimpici invernali di Nagano 1998 fu 4° nel trampolino normale, 37° nel trampolino lungo e 5° nella gara a squadre Nel 1999 vinse per la prima volta il prestigioso Torneo dei quattro trampolini e chiuse al secondo posto nella classifica generale di Coppa del Mondo, aggiudicandosi la Coppa di specialità nel salto; ai Mondiali di Ramsau am Dachstein chiuse quarto in tutte e tre le prove previste.

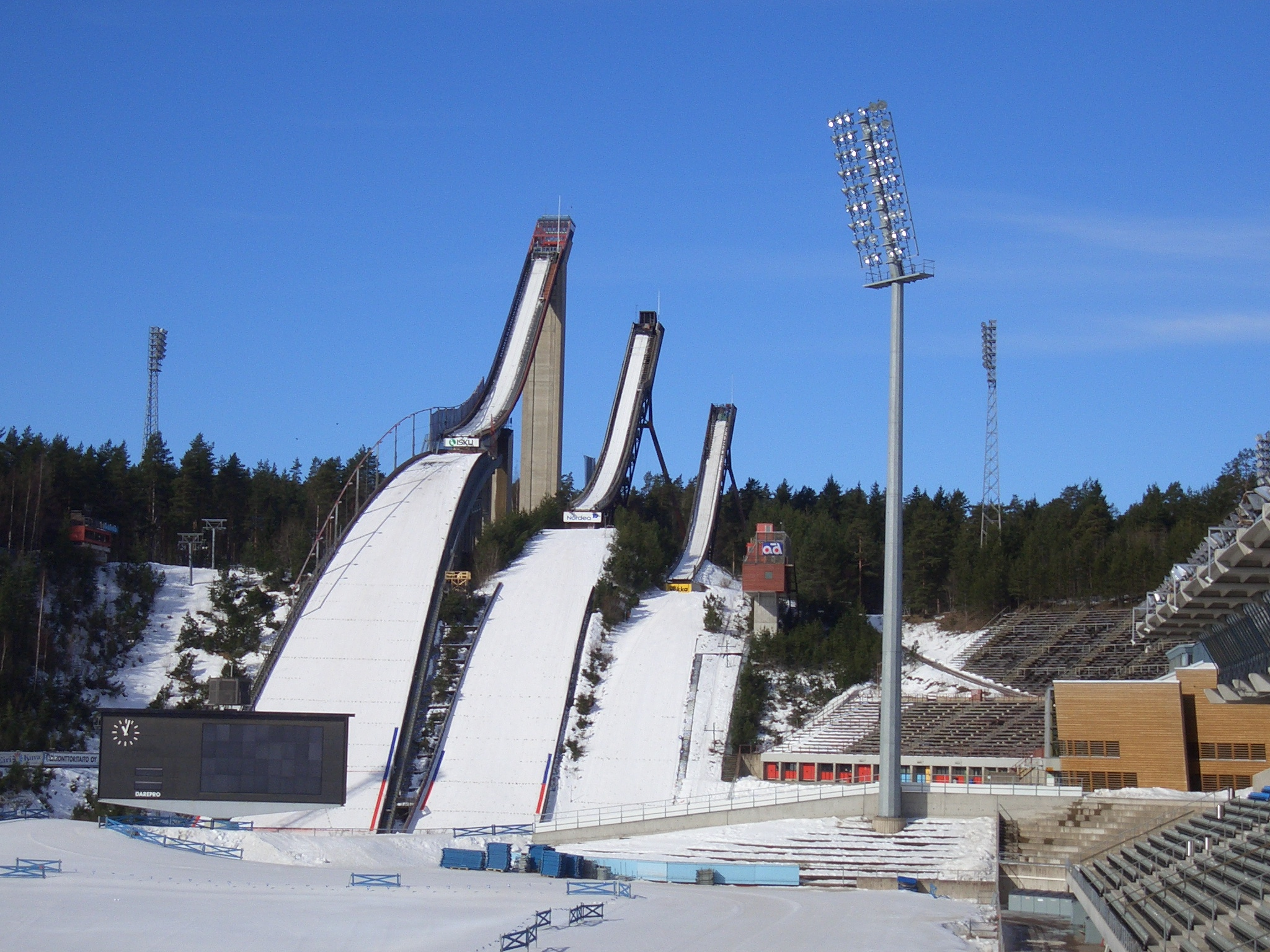
I trampolini Salpausselkä di Lahti

Nel 2000, ai Mondiali di volo di Vikersund, ottenne una medaglia di bronzo e ai Mondiali del 2001, sui trampolini "di casa" a Lahti, colse due argenti nelle due gare a squadre e il bronzo individuale dal trampolino grande. Ai XIX Giochi olimpici invernali di Salt Lake City 2002 vinse la sua prima medaglia olimpica, l'argento nella gara a squadre; dal tramplino normale fu quarto e dal lungo nono. Nella gara a squadre vinse di nuovo l'oro ai Mondiali del 2003, anno un cui arrivò anche la seconda vittoria nel Torneo dei quattro trampolini-

#### Stagioni 2004-2005
Nella stagione 2003-2004 Ahonen si aggiudicò per la prima volta la Coppa del Mondo e, ai mondiali di volo di Planica, vinse due argenti (individuale e a squadre).
A partire dalla stagione 2004-2005, la Federazione Internazionale Sci ha imposto nuove regole che vincolano la lunghezza degli sci all'altezza e al peso del saltatore; dopo la vasta eco suscitata dall'anoressia di Sven Hannawald, uno dei saltatori più celebri, si è cercato di scoraggiare l'eccessiva magrezza penalizzando gli atleti troppo esili, costringendoli ad usare sci più corti. La maggior parte dei saltatori faticò ad adattarsi in poco tempo ad attrezzi diversi mentre Ahonen poté mantenere la stessa lunghezza di sci usata negli anni passati; la velocità nell'adeguarsi alle nuove regole fu la chiave del suo schiacciante predominio nella prima parte della stagione 2004-2005, quando batté una serie di record.
Il 3 gennaio 2005, con il successo conquistato nella terza tappa del Torneo dei quattro trampolini di quell'anno, Ahonen è diventato il primo saltatore con gli sci a vincere sei gare consecutive di Coppa del Mondo. Con il secondo posto dell'ultima tappa, il 6 gennaio si aggiudicò nuovamente il Torneo, per la terza volta; eguagliò così il tedesco orientale Helmut Recknagel (1958, 1959, 1961) e il norvegese Bjørn Wirkola (1967, 1968, 1969). Il 22 gennaio a Titisee-Neustadt ottenne la dodicesima vittoria della stagione sulle sedici gare disputate fio a quella data, stabilendo il nuovo record di gare vinte in una sola stagione. Ai Mondiali di quell'anno, svoltisi ad Oberstdorf, vinse tre medaglie su quattro gare disputate: oro nell'individuale dal trampolino lungo HS137, argento nella gara a squadre HS137 e bronzo nella gara individuale dal trampolino corto HS100. Divenne così il saltatore con il maggior numero di titoli mondiali vinti, cinque, e il maggior numero di medaglie mondiali, dieci.
Grazie al vantaggio accumulato nella prima parte della stagione si aggiudicò la sua seconda coppa di cristallo con tre gare di anticipo rispetto alla conclusione del calendario di gare. Nel corso della stagione batté il record del connazionale Matti Nykänen di 76 podi di Coppa. Nell'ultima gara della stagione stabilì il nuovo record finlandese con la misura di 233,5 metri sul trampolino di volo Letalnica a Planica, superato poco dopo dal connazionale Matti Hautamäki che raggiunse 235,5 metri. Nella stessa gara, Ahonen arrivò al secondo salto fino a 240 metri: sarebbe stato nuovamente record del mondo, ma essendo caduto all'arrivo la sua misura non fu omologabile come primato, che andò invece al norvegese Bjørn Einar Romøren (239 m).

#### Stagioni 2006-2008
Nella stagione 2005-2006 il saltatore finlandese raggiunse un altro record: vincendo ex aequo con il ceco Jakub Janda la 54ª edizione del Torneo dei quattro trampolini, eguagliò il primato di Jens Weißflog, che fino ad allora era stato l'unico ad aver vinto il Torneo quattro volte (1984, 1985, 1991 e 1996). Ai Mondiali di volo del 2006, disputati sul trampolino Kulm) a Tauplitz, vinse l'argento nella gara a squadre, portando a quattordici il primato, già suo, di medaglie mondiali vinte da un saltatore con gli sci. Ai XX Giochi olimpici invernali di Torino 2006, nonostante fosse uno dei favoriti della vigilia, non riuscì a conquistare quella medaglia olimpica individuale che ancora mancava nella sua ricchissima bacheca personale. Sesto nella gara dal trampolino normale, nono in quella dal trampolino grande, la medaglia arrivò nuovamente nella gara a squadre, dove la Finlandia giunse seconda dietro all'Austria e davanti alla Norvegia.

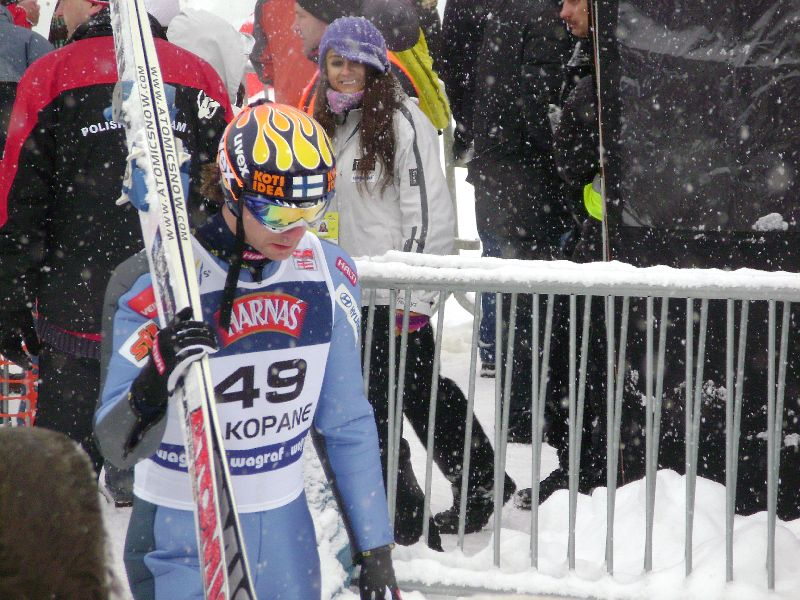
Ahonen a Zakopane nel 2008

Dopo un 2007 privo di risultati significativi tanto in Coppa quanto ai Mondiali di Sapporo, nel 2007-2008, grazie a due vittorie (entrambe a Bischofshofen), un secondo (Garmisch-Partenkirchen e un terzo posto (Oberstdorf), conquistò per la quinta volta il Torneo dei quattro trampolini, stabilendo il nuovo primato. Ai Mondiali di volo del 2008 ottenne il bronzo nella gara individuale e l'argento nella competizione a squadre. Annunciò l'addio alle competizioni il 26 marzo dello stesso anno.

#### Stagioni 2010-2011
Il 9 marzo 2009 annunciò di voler tornare alle competizioni nella stagione 2009-2010, concentrandosi sul Toreo dei quattro trampolini, sui Giochi olimpici e sui Mondiali di volo. Nella prima competizione ottenne due secondi e un terzo posto di tappa; ai XXI Giochi olimpici invernali di Vancouver 2010 fu 4° nel trampolino normale e 31° nel tramplino lungo; ai Mondiali di volo di Planica chiuse 27°.
Gareggiò ancora una stagione, la 2010-2011, senza conseguire risultati di rilievo né in Coppa né ai Mondiali di Oslo; e quella del 13 marzo 2011 nella natia Lahti fu annunciata come la sua ultima gara in carriera.

#### Stagioni 2014-2018
Nella stagione 2013-2014 è però tornato alle competizioni, prima in gare minori e poi, dal 23 novembre 2013, in Coppa del Mondo, a più di vent'anni dall'esordio. Ai XXII Giochi olimpici invernali di Soči 2014 si è classificato 29º nel trampolino normale, 22º nel trampolino lungo e 8º nella gara a squadre, mentre l'anno dopo ai Mondiali di Falun 2015 si è classificato 15º nel trampolino normale, 19º nel trampolino lungo, 10º nella gara a squadre mista dal trampolino normale e 9º nella gara a squadre dal trampolino lungo.
Ai Mondiali di Lahti 2017 si è classificato 25º nel trampolino normale, 23º nel trampolino lungo, 6º nella gara a squadre dal trampolino lungo e 11º nella gara a squadre mista dal trampolino normale. Ai Mondiali di volo di Oberstdorf 2018 è stato 22º nella gara individuale e 8º in quella a squadre e ai successivi XXIII Giochi olimpici invernali di Pyeongchang 2018 si è classificato 40º nel trampolino normale, 27º nel trampolino lungo e 8º nella gara a squadre. La sua ultima gara in carriera è stata quella disputata il 4 marzo dello stesso anno a Lahti, valida per la Coppa del Mondo, chiusa da Ahonen al 37º posto.

### Altre attività
Ahonen gode di vasta popolarità in Finlandia, nonostante un'estrema freddezza che ha portato la stampa a coniare definizioni come «l'uomo che non sorride mai» o «l'uomo di cristallo»; interrogato sul suo atteggiamento in occasione della vittoria al Torneo dei quattro trampolini del 2005, dichiarò laconicamente: «Sono qui per saltare e vincere, non per sorridere».

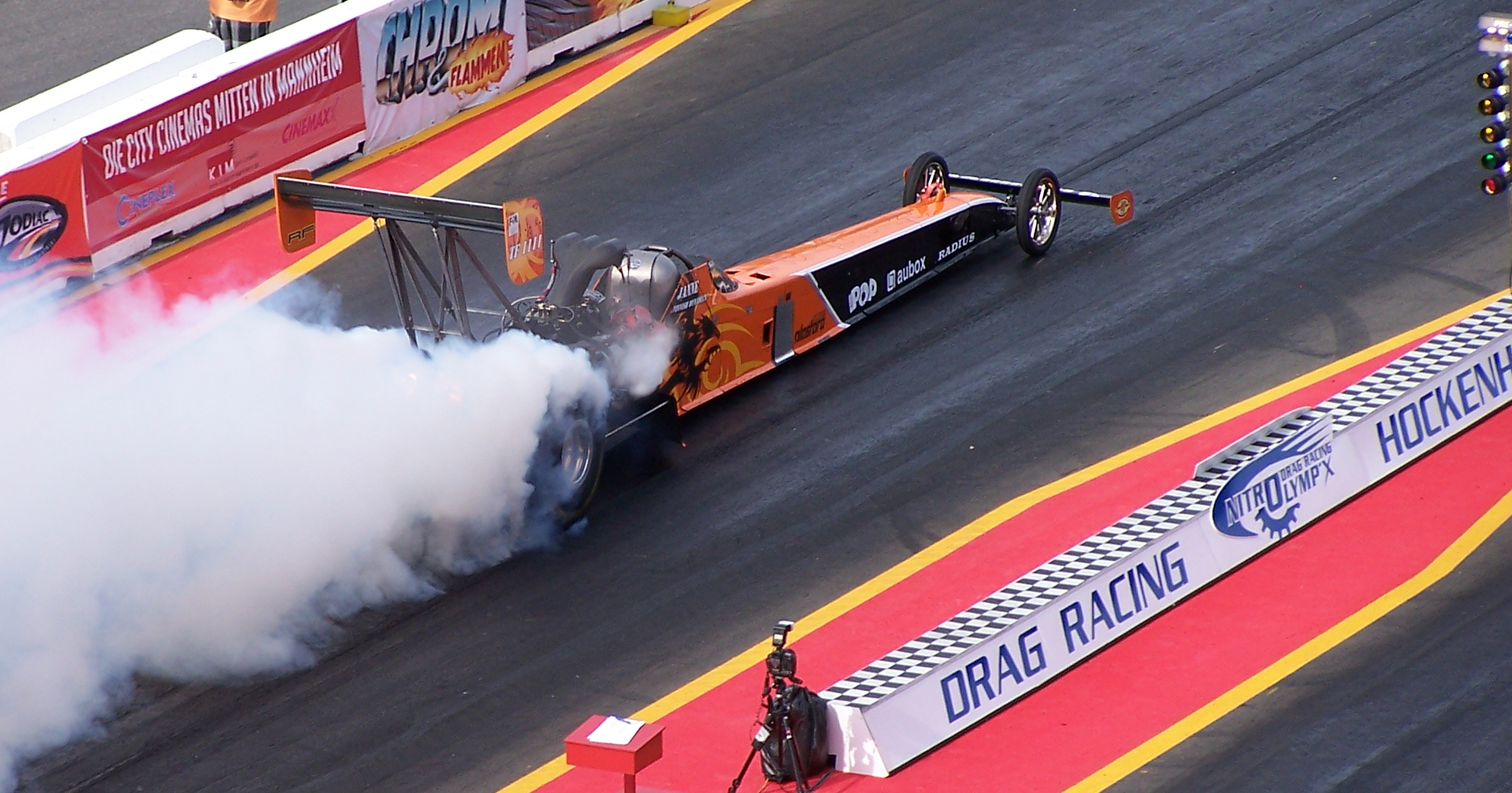
Il dragster di Ahonen in gara a Hockenheim nel 2010

Oltre al salto con gli sci, Ahonen si dedica anche alle corse automobilistiche sui dragster. Nell'estate del 2004 ha vinto il campionato finlandese e il campionato nordico. Si diletta anche con la pittura e il disegno; tra le sue creazioni, il logo del Nordic Tournament, il trofeo di salto con gli sci dei Paesi nordici.

## Palmarès

### Olimpiadi
- 2 medaglie:
  - 2 argenti (gara a squadre a Salt Lake City 2002; gara a squadre a Torino 2006)

### Mondiali
- 10 medaglie:
  - 5 ori (gara a squadre a Thunder Bay 1995; trampolino normale, gara a squadre a Trondheim 1997; gara a squadre a Val di Fiemme 2003; trampolino lungo a Oberstdorf 2005)
  - 3 argenti (gara a squadre dal trampolino normale, gara a squadre dal trampolino lungo a Lahti 2001; gara a squadre dal trampolino lungo a Oberstdorf 2005)
  - 2 bronzi (trampolino lungo a Lahti 2001; trampolino normale a Oberstdorf 2005)

### Mondiali di volo
- 7 medaglie:
  - 5 argenti (individuale a Tauplitz 1996; individuale, gara a squadre a Planica 2004; gara a squadre a Tauplitz 2006; gara a squadre a Obersdorf 2008)
  - 2 bronzi (individuale a Vikersund 2000; individuale a Obersdorf 2008)

### Mondiali juniores
- 4 medaglie:
  - 4 ori (trampolino normale, gara a squadre a Harrachov 1993; trampolino normale, gara a squadre a Breitenwang 1994)

### Coppa del Mondo
- Vincitore della Coppa del Mondo nel 2004 e nel 2005
- Vincitore della Coppa del Mondo di specialità di salto nel 1999
- 133 podi (108 individuali, 25 a squadre):
  - 46 vittorie (36 individuali, 10 a squadre)
  - 53 secondi posti (44 individuali, 9 a squadre)
  - 34 terzi posti (28 individuali, 6 a squadre)

#### Coppa del Mondo - vittorie
| Data             | Località               | Nazione   | Trampolino                                                                        |
| ---------------- | ---------------------- | --------- | --------------------------------------------------------------------------------- |
| 19 dicembre 1993 | Engelberg              | Svizzera  | Gross-Titlis-Schanze K120                                                         |
| 1º gennaio 1995  | Garmisch-Partenkirchen | Germania  | Große Olympiaschanze K107                                                         |
| 28 gennaio 1995  | Lahti                  | Finlandia | Salpausselkä K115 (con Mika Laitinen, Ari-Pekka Nikkola e Jani Soininen)          |
| 3 dicembre 1995  | Lillehammer            | Norvegia  | Lysgårdsbakken K120                                                               |
| 9 dicembre 1995  | Planica                | Slovenia  | Letalnica K120 (con Jani Soininen, Mika Laitinen e Ari-Pekka Nikkola)             |
| 10 febbraio 1996 | Tauplitz               | Austria   | Kulm K180                                                                         |
| 23 febbraio 1996 | Trondheim              | Norvegia  | Granåsen K120 (con Ari-Pekka Nikkola, Jani Soininen e Mika Laitinen)              |
| 8 marzo 1997     | Lahti                  | Finlandia | Salpausselkä K114 (con Jani Soininen, Ari-Pekka Nikkola e Mika Laitinen)          |
| 7 marzo 1998     | Lahti                  | Finlandia | Salpausselkä K116                                                                 |
| 6 dicembre 1998  | Chamonix               | Francia   | Le Mont K95                                                                       |
| 19 dicembre 1998 | Harrachov              | Rep. Ceca | Čerťák K120                                                                       |
| 20 dicembre 1998 | Harrachov              | Rep. Ceca | Čerťák K120                                                                       |
| 9 gennaio 1999   | Engelberg              | Svizzera  | Gross-Titlis-Schanze K120                                                         |
| 17 gennaio 1999  | Zakopane               | Polonia   | Wielka Krokiew K116                                                               |
| 7 febbraio 1999  | Harrachov              | Rep. Ceca | Čerťák K120                                                                       |
| 12 dicembre 1999 | Villach                | Austria   | Villacher Alpenarena K90                                                          |
| 25 gennaio 2000  | Hakuba                 | Giappone  | Hakuba K120 (con Risto Jussilainen, Ville Kantee e Jani Soininen)                 |
| 4 marzo 2000     | Lahti                  | Finlandia | Salpausselkä K90                                                                  |
| 4 marzo 2000     | Lahti                  | Finlandia | Salpausselkä K116 (con Risto Jussilainen, Ville Kantee e Jani Soininen)           |
| 2 marzo 2002     | Lahti                  | Finlandia | Salpausselkä K116 (con Matti Hautamäki, Veli-Matti Lindström e Risto Jussilainen) |
| 23 marzo 2002    | Planica                | Slovenia  | Letalnica K185 (con Matti Hautamäki, Veli-Matti Lindström e Risto Jussilainen)    |
| 21 dicembre 2002 | Engelberg              | Svizzera  | Gross-Titlis-Schanze K120                                                         |
| 4 gennaio 2003   | Innsbruck              | Austria   | Bergisel K120                                                                     |
| 21 marzo 2003    | Planica                | Slovenia  | Letalnica K185 (con Tami Kiuru, Matti Hautamäki e Veli-Matti Lindström)           |
| 10 gennaio 2004  | Liberec                | Rep. Ceca | Ještěd K120                                                                       |
| 11 gennaio 2004  | Liberec                | Rep. Ceca | Ještěd K120                                                                       |
| 14 febbraio 2004 | Willingen              | Germania  | Mühlenkopf K130                                                                   |
| 27 novembre 2004 | Kuusamo                | Finlandia | Rukatunturi HS142                                                                 |
| 28 novembre 2004 | Kuusamo                | Finlandia | Rukatunturi HS142                                                                 |
| 4 dicembre 2004  | Trondheim              | Norvegia  | Granåsen HS131                                                                    |
| 5 dicembre 2004  | Trondheim              | Norvegia  | Granåsen HS131                                                                    |
| 12 dicembre 2004 | Harrachov              | Rep. Ceca | Čerťák HS142                                                                      |
| 18 dicembre 2004 | Engelberg              | Svizzera  | Gross-Titlis-Schanze HS137                                                        |
| 19 dicembre 2004 | Engelberg              | Svizzera  | Gross-Titlis-Schanze HS137                                                        |
| 29 dicembre 2004 | Oberstdorf             | Germania  | Schattenberg HS137                                                                |
| 1º gennaio 2005  | Garmisch-Partenkirchen | Germania  | Große Olympiaschanze HS125                                                        |
| 3 gennaio 2005   | Innsbruck              | Austria   | Bergisel HS130                                                                    |
| 9 gennaio 2005   | Willingen              | Germania  | Mühlenkopf HS145                                                                  |
| 22 gennaio 2005  | Titisee-Neustadt       | Germania  | Hochfirst HS142                                                                   |
| 29 dicembre 2005 | Oberstdorf             | Germania  | Schattenberg HS137                                                                |
| 6 gennaio 2006   | Bischofshofen          | Austria   | Paul Ausserleitner HS140                                                          |
| 5 febbraio 2006  | Willingen              | Germania  | Mühlenkopf HS145 (con Matti Hautamäki, Tami Kiuru e Janne Happonen)               |
| 5 gennaio 2008   | Bischofshofen          | Austria   | Paul Ausserleitner HS140                                                          |
| 6 gennaio 2008   | Bischofshofen          | Austria   | Paul Ausserleitner HS140                                                          |
| 20 gennaio 2008  | Harrachov              | Rep. Ceca | Čerťák HS205                                                                      |
| 4 marzo 2008     | Kuopio                 | Finlandia | Puijo HS127                                                                       |

#### Torneo dei quattro trampolini
- Vincitore del Torneo dei quattro trampolini nel 1999, nel 2003, nel 2005, nel 2006 e nel 2008
- 29 podi di tappa[14]:
  - 9 vittorie
  - 11 secondi posti
  - 9 terzi posti

#### Nordic Tournament
- 8 podi di tappa[14]:
  - 3 vittorie
  - 1 secondo posto
  - 4 terzi posti

#### Summer Grand Prix
- Vincitore della classifica generale nel 2000

## Riconoscimenti
- Medaglia Holmenkollen nel 2011